# Anemone rigida
Anemone rigida är en ranunkelväxtart som beskrevs av Barnéoud och C. Gay. Anemone rigida ingår i släktet sippor, och familjen ranunkelväxter. Inga underarter finns listade i Catalogue of Life.